# Архитектор Иосиф Каракис
«Архите́ктор Ио́сиф Кара́кис» — документально-биографическая монография об украинском советском архитекторе Иосифе Каракисе (1902—1988), написанная и составленная Олегом Юнаковым и вышедшая в 2016 году (в издательстве «Алмаз»). Редактором фолианта выступил кандидат архитектуры, дочь Иосифа Каракиса Ирма Каракис. Рецензенты — народный архитектор Украины, доктор архитектуры, профессор Николай Дёмин; кандидат архитектуры, член-корреспондент Украинской академии архитектуры Игорь Безчастнов; кандидат архитектуры Гари Беркович (AIA, NCARB).
Монография была рекомендована к печати Президиумом Академии архитектуры Украины. Уже вскоре после выхода книга получила резонанс в прессе и стала предметом обсуждения в архитектурных и литературных кругах как на Украине, так и за её пределами.
Книге была присуждена Международная литературная премия имени Николая Гоголя «Триумф».

## История создания
Биография изначально планировалась к 110-летию зодчего, но вышла к его 115-летию. Автор книги Олег Юнаков также сам создал и её макет. Научным консультантом и редактором книги является кандидат архитектуры Ирма Каракис. При работе над книгой помогали три рецензента — Народный архитектор Украины, доктор архитектуры, профессор Н. Дёмин, кандидат архитектуры, член-корреспондент Украинской Академии Архитектуры И. Безчастнов, кандидат архитектуры, Г. Беркович (AIA, NCARB). Книга была издана в конце 2016 года в Нью-Йорке в издательстве «Алмаз» и напечатана в Киеве (Украина). В своей книге автор хотел сохранить и сделать доступным семейный архив И. Каракиса, а также максимально раскрыть тему его творчества.
При работе над книгой О. Юнаков побывал в городах, где творил И.Каракис. Автор также специально для книги брал интервью у тех кто был знаком с И. Каракисом или связан с его творчеством — к примеру, у писателя Александра Каневского, архитектора Александра Рапопорта в Торонто. Посетил Ташкент в котором директор школы № 110, построенной по проекту И. Каракиса пустила его внутрь школы. В Чикаго встречался с Михаилом Будиловским, подписавшем «Письмо 13». Вышел на связь с Александром Кияновским в Кёльне (он участвовал в реконструкции Дома офицеров в Энгельсе). В Нью-Йорке нашёл Арона Блайваса и Григория Калюжнера, а в Донецке переписывался с Павлом Вигдергаузом. Также автор смог найти могилу отца Иосифа Каракиса в Узбекистане, точное местонахождение которой семья не знала.
Появление книги вызвало большой резонанс из-за того, что несмотря на то, что И. Каракис является одним из самых плодовитых архитекторов Украины, его творчество в полной мере до выхода книги изучено не было. Интерес к книге был уже до её выхода. По словам директора центральной Государственной научной архитектурно-строительной библиотеки имени В. И. Заболотного Галины Войцеховской данная книга была долгожданной для архитектурной общественности. Выход книги сопровождался различными анонсами. Монография попала в книжные обзоры в Украине и России (к примеру, в журнале «Антиквар», в газете «Сегодня»), многократно упоминалась на разных радиостанциях и телевидение, и была рекомендована к чтению (к примеру, Тверским центром книги и чтения, в журнале «Салон» и пр.)
После выхода книги в 2016 году в Киеве прошли ряд презентаций — 13 ноября в клубе «Киевляне» было первичное ознакомление с книгой, 15 ноября первая презентация состоялась в Государственной научной архитектурно-строительной библиотеки имени В. И. Заболотного
, а затем 17 ноября в Музее Шолом-Алейхема и 19 ноября в клубе «Суббота у Бегемота» Национальной библиотеки Украины имени Ярослава Мудрого. После этого 6 июня 2017 года презентация прошла и в Киевском национальном университете строительства и архитектуры.
Автор книги в одном из интервью упомянул, что он продолжает искать материал об И. Каракисе и не исключает, что лет через десять выпустит второе издание.

## Описание книги
Фолиант размером 210×279 см выполнен в твёрдом переплёте, в нём на 544 страницах мелованной бумаги помимо текста присутствуют более 1100 иллюстраций, абсолютное большинство которых опубликовано впервые. Критики среди прочего положительно отмечают полиграфические достоинства книги, качество бумаги и современный дизайн. Форзац книги выполнен в виде цветного коллажа основных реализованных построек архитектора в Киеве, знакомых каждому киевлянину.
Сама книга создана в альбомном варианте и это, по мнению критиков, оправдано большим обилием уникальных иллюстраций. Они включают в себя фотографии из архива зодчего, акварели, архивные справки и постановления, фотографии зданий и проектов. Иллюстрации грамотно скомпонованы, количество точно пропорционально объёму текста, что способствует полноценному восприятию содержания. Графический материал в книге, а в особенности, акварели и пейзажные зарисовки, по мнению Е. Голубовского вносят в книгу лирическую ноту. Весь сопутствующий основному тексту дополнительный и иллюстративный материал, а также все сноски почти всегда находятся на одном развороте, и за ними не нужно лезть в конец текста. Повествование в книге изложено в хронологическом порядке. В книге удачно сочетается биографически-событийные описания и архитектурное содержание, что позволяет читателю не устать ни от одного, ни от другого.
Издание содержит уникальный материал, который ранее был доступен только в семейном архиве зодчего. По мнению критиков «книга будет полезна читателям разного возраста, разных профессий и даже разных политических взглядов». Юрий Бочаров отмечает, что книга «важна и интересна не только повествованием о высококлассной архитектуре как таковой, но представляет собой яркую иллюстрацию возможностей подлинного творчества в самых сложных и необычных ситуациях, с которыми все мы вынуждены постоянно сталкиваться в жизни». Ряд рецензентов подмечают огромное количество ссылок на источники информации. Критики отмечают, что сформированные О. Юнаковым библиографические ссылки являются отдельным ценнейшим и огромным по объёму трудозатрат историческим источником — образцом для любого исследователя советской архитектуры.

### Содержание
Содержание книги для лёгкости восприятия разделено на четыре главных части с подробными подразделами:
1. Слово об Иосифе Юльевиче Каракисе — воспоминания и впечатления зодчем и времени в которое он творил, написанные близкими друзьями и соратниками — Н. М. Дёминым, В. В. Чепеликом, М. П. Будиловским и И. Л. Дегеном.[1][43]:71-72
2. Биография и творческий путь — поэтапное освещение жизненного и творческого пути архитектора. Систематизация многочисленных проектных работ, документов, фотографий построек.[1][43]:72
3. Оценки творчества архитектора — положительные отзывы и критические спорные «претензии» по работам архитектора.[1][43]:91
4. Творческое наследие и память об И. Каракисе — избранные публикации, основные реализованные проекты, художественные работы, неосуществлённые проекты, неопубликованные работы, хроники празднования 90-летнего юбилея И. Каракиса и прочие данные.[1][43]:91

А также две вспомогательные части:
1. Приложения.[43]:92
2. Список иллюстраций и указатель имён.[43]:92

В книге описывается не только творчество зодчего, но приведены и периоды нелёгкой его судьбы. Издание приводит 628 источника информации об Иосифе Каракисе.

### Аудитория
Критики отмечают, что книга может быть интересна «даже тем, кто вовсе не увлечён изучением советской архитектуры и никогда не был на Украине и в других странах и местах, где работал архитектор». Материал, изложенный в монографии, вероятно будет любопытен каждому культурному человеку, который сможет увидеть в книге что-то для него близкое.
Фолиант посредством воспоминаний и документов позволяет погрузиться в насыщенную событиями жизнь замечательного представителя советской цивилизации. Несмотря на академичность и объём монографии, она читается с интересом.

## Экранизации
По книге было снято несколько телевизионных передач:
- «Києвотека. Київські портрети. Останній з київських грандів. Иосиф Каракіс». Премьера передачи состоялась 18 февраля 2017 года в 20:00 в эфире украинского «Центрального канала» (и повтор 19 февраля 2017 года в 04:30 утра и в 12:00 дня).[15] На канале «Культура» дебют данной передачи был 2 апреля 2017 года в 18:20[44][45][46] (а затем повтор 3 апреля в 8:05 утра[47][48]).
- «Останній з київських грандів. Иосиф Каракіс». Премьера была на украинском «Центральном канале» 17 марта 2017 года в 14:20 и повтор 18 марта в 3 часа утра[49] (затем повтор 9 апреля в 23:20[50][51], и в другие даты). Передача выходит в эфир и спустя год (к примеру, 5 марта и 9 марта 2018 года).[52]

Кроме этого материалы книги были использованы и в передаче «ТОП Міста — Каракіс» на канале «ТРК МІС».

## Критика
В наши дни пришла награда,

Стали про него писать,

В честь его большого вклада,

Оживил Олег печать.

Памятник ему повсюду,

В виде тысяч школ, домов,

Список вспоминать не буду

Зданий разных городов.
Оценки критиков в основном разнятся от положительных до крайне положительных. В целом, критики отмечают непредвзятость автора книги, систематизацию материала, большое количество источников и фотографий, введение в обиход нового материала. В частности в оборот введены малоизвестные, а порой и вовсе неизвестные широкой публике факты и документы, которые добавляют неожиданные штрихи к описанию известных архитектурных объектов.

### Литературоведческая

#### Украина
Первой рецензией на монографию об И. Каракисе стала развёрнутая статья Евгения Голубовского в газете «Всемирные Одесские новости». Помимо довольно детального описания книги Е. Голубовский в частности, отмечает, что раздел «Конкурс на проект мемориала в Бабьем Яру (Киев)» на его взгляд один из самых драматических в книге. Он также упоминает, что был знаком с праведником Бабьего Яра Юрием Асеевым, которого по словам Голубовского О. Юнаков неоднократно цитирует в своей монографии. По мнению Е. Голубовского история борьбы за сохранение памяти о трагедии Бабьего Яра очень подробно описана в книге. В итоге он называет книгу замечательной.
Станислав Цалик считает, что хорошему архитектору должно повезти два раза — первый раз с реализацией творческого таланта, а второй раз с биографом. Он отмечает, что И. Каракису повезло с биографом, которому удалось то, что удаётся немногим. С. Цалик упоминает не только скрупулёзный сбор информации О. Юнаковым. Автор книги выбрал самый правильный, по мнению С. Цалика, вариант работы над книгой, который заключается в дистанцировании от героя повествования и описание без самостоятельного оценочного суждения. О. Юнаков хоть и симпатизирует герою книги, но с сохранением нейтральности и без какого-либо навязывания своего мнения, позволяя выводы делать читателю. Отход от принципа нейтральности был всего раз при опровержении несправедливых упрёков, высказанных в адрес уже покойного зодчего, но ответ клеветникам был дан автором опираясь на реальные факты, а не выдумки. Положительно описан приём сравнения архивных и современных фотографий объектов, а также считает весьма информативными специальные вставки — расширенные текстовые комментарии на фотографиях и огромное количество скрупулёзных ссылок на источники информации, подтверждающие добротность работы автора. С. Цалик упоминает, что было бы любопытно узнать кто жил в зданиях, построенных по проектам И. Каракиса. Он также упоминает некоторые находки О. Юнакова, которые ранее были не замечены историками, к пример, у совместная работа И. Каракиса и А. Горской. В дополнение он тоже особо отмечает информацию об участии И. Каракиса в конкурсе проектов памятника в Бабьем Яру.
С. Цалик резюмирует, что книга, по его мнению «замечательная по содержанию».
В газете университета КНУСА, в котором И. Каракис проработал несколько десятков лет, вышли ряд отзывов о книге. Михаил Кальницкий считает, что «труд заслуживает самых добрых слов, материал очень основательный и содержит массу нового». А Анатолий Кончаковский поделился информацией о том, что книга вызвала большой интерес присутствующих киевского библиофильского клуба «Суббота у Бегемота».

#### Россия
Сергей Каратов считает, что издание вполне может вписаться в книжную серию ЖЗЛ и дополняет, что в данной книге, в отличие от типичных книг серии, где упразднён архив, предоставляются различные документы и справки. Критик отмечает беспристрастие автора книги, изучившего представленные в монографии материалы, и ссылающегося на мнения других архитекторов, документы из архивов, и более 500 публикаций. Он выделяет объективность и непредвзятость суждений Юнакова, и подчёркивает, что позиция такого рода особо важна в нынешних сложных отношениях, сложившихся в Украине. С. Каратов описывая содержание монографии советует читателям и самим прочесть книгу, а после того как сам её полностью прочёл он проникся судьбой Иосифа Каракиса и посвятил ему одно из своих стихотворений.
Ему вторит и литературный критик Татьяна Кайсарова отметившая, что характерная черта О. Юнакова — несомненная приверженность фактам и кропотливый сбор подлинных материалов, а сама книга сделана в доступной даже неподготовленному читателю манере. Критик положительно высказывается о сборе автором многочисленных воспоминаний современников о зодчем. Между тем, по мнению критика, биографические материалы (из разделов 5 «Приложения» и 2.1 «Ранние годы») могли быть более востребованными в отдельной монографии. Кейсарова положительно трактует альбомный формат книги и резюмирует, что «появление столь кропотливых исследований творчества достойнейших представителей культуры и их наследия не позволят современной культуре раствориться в небытии».
Сергей Арутюнов считает, что книга является фундаментальным исследованием судьбы и она вооружена против пристрастных взглядов критической массой приведённых из семейного архива документов. Критик подчёркивает, что монография бы не выделилась из ряда аналогичных работ об архитекторах если бы ни называемое им важным обстоятельство: «книга цельно и предметно отвечает на вопрос о том, какие элементы являются основополагающими в биографии не просто зодчего, но зодчего выдающегося».
Николай Подосокорский отмечает, что данная книга это — «тщательно продуманный и со вкусом выполненный литературно-архитектурный памятник с обширным справочным аппаратом, подробной библиографией, всевозможными таблицами, указателями, документами, приложениями и т. п. Можно сказать, что это издание — настоящий гимн архитектуре, исполненный с большой любовью к объекту изучения. Такого рода книги всегда стоили во всех смыслах дорого и являлись подлинным украшением домашних библиотек». Одновременно он считает, порой не хватает нужной по мнению критика отстранённости от приводимых автором чужих воспоминаний, часть из которых может показаться немного идеализированными. Подосокорский пишет, что принцип работы над созданием фундаментальной монографии с долгим изучением информации об архитекторе, посещением разных стран, где есть постройки Каракиса, штудированием литературы и нахождением очевидцев событий заслуживает уважения. Н. Подосокорский считает, что книга является работой над самим собой и тренировка возможности раскрывать целую вселенную нового посредством выбранной темы и критик отмечает, что автору это вполне удалось. В книге есть немало историй о жизни автора, которые делают повествование о творчестве И. Каракиса «поистине живым и гуманистическим», а сама монография хоть и является целой энциклопедией одного человека, читается легко.
Литературный критик Сергей Казначеев на страницах Литературной газеты упоминает, что «когда изучаешь капитальный труд, оформившийся в классный альбом, созданный усилиями автора-составителя Олега Юнакова и его редактора-консультанта Ирмы Каракис, то на ум невольно приходит мысль: перед нами — экзотический гибрид энциклопедического издания, посвящённого конкретной незаурядной личности, и семейного альбома».
Евгений Ермолин в своей рецензии писал: «Написанная Олегом Юнаковым творческая биография талантливого и плодовитого архитектора советской эпохи Иосифа Юльевича Каракиса даёт повод осознать, что не сами неполно или частично сохранившиеся по сию пору архитектурные объекты, но только такая подробная, тщательная в детализации художественной памяти, в фиксации творческого наследия монографическая работа способна представить реальное содержание советской архитектурной истории». Критик называет книгу содержательной и продуктивной «тенью» отброшенная в книжном формате от ускользающих из нынешней реальности объектов (искажённые изначальные авторские замыслы зданий).
Литературный критик Александр Кузьменков называет книгу добротной, подробной и скрупулёзной документалистикой. Александр Александрович также упоминает, что «текст напоминает здание в романском стиле — прочное, основательное, рационально простое и лаконичное, с минимумом наружного декора». Он также повествует, что в России обычно принято читать не сам текст, а автора, но подчёркивает, что в данном случае монографию делает интересной для чтения не популярность её автора, а тщательно отобранная и с умом скомпонованная фактура книги.

### Архитектуроведческая

#### Украина
Кандидат архитектуры, доцент Лариса Рубан отмечает, что автором была проделана колоссальная работа по созданию книги, и упоминает уникальность того, что у О. Юнакова не только оказались бесценные материалы семейного архива И. Каракиса но автор их тщательно проанализировал и структурировал. Первое впечатление было, что книгу приятно держать в руках и читать. С положительной стороны подмечена развёрнутая во времени структура книги, которая по мнению кандидата архитектуры фундаментально подходит для изданий данной направленности. Материал является разносторонним и его дополняют документы с хорошим сопроводительным текстом. В книге есть многочисленные воспоминания современников зодчего, а также и нереализованные проекты, и неопубликованные мысли его самого. Каждый временной период в книге описан с логической ясностью и профессиональной периодизацией. Критик описывает ценность личных заметок И. Каракиса приведённых в книге и отмечает, что проектные материалы являются архивным даром для студентов архитектуры так как они имеют высокое историко-обучающее значение. Отдельно критика впечатлил и поразил курс И. Каракиса «Мосты и гидротехнические сооружения» описанный в издании. Книга оценена как «Настоящее архивное сокровище, которое увидело свет», а «потенциал представленного историко-архитектурного материала поистине колоссален». Л. Рубал считает, что книга не только может иметь прекрасное будущее но и даёт почву для творческого введения наследия зодчего.
Член-корреспондент Украинской академии архитектуры Г. Войцеховская выразила мнение, что научному сообществу известно, что проводить исследование творчества персоналий является не простым занятием по причине того, что зачастую коллег, с которыми можно проверить факты уже нет в живых и не сохранились личные архивы. В данном случае документальная память сохранилась благодаря его потомками и единомышленниками, и особенно важным фактом при подготовке книги было то, что редактирование книги осуществила дочь архитектора, а рецензирование провели три архитектора. Она тоже подчёркивает скрупулёзность собрания информации автором книги.
Андрей Пучков упоминает, что О. Юнаков блестяще выполнил работу по написанию монографии об И. Каракисе, которая «исключительно интересна по материалу и мастерским изложением». Вернувшись к книге ещё раз, уже в 2020 году, он пишет:
Итак, энциклопедия «Иосиф Каракис» состоялась — со всей возможной полнотой, в достаточно хорошем иллюстративном и фактологическом качестве.
Профессор Евгений Рейцен отмечает, что «Книгу-фолиант нужно не только читать, а изучать: архитекторам, инженерам, учёным, стремящимся познать истину в истории становления и развития архитектуры, особенно в Украине и, в частности, в стольном граде Киеве, где ушёл в вечность великий Архитектор Иосиф Юльевич Каракис».
Он также опубликовал статью со сжатым содержанием книги, а кроме этого посвятил выходу монографии акростих. Архитектор Вера Ивановна Райко (1925—2017) в честь презентации книги также написала стихи.
Кандидата архитектуры Татьяну Давидич поразило количество оваченного в книге материала, а саму книгу она описывает как «подробное энциклопедическое издание», которое очень богато проиллюстрировано и включает редкие исторические фотографии и документы.

#### Канада
Член-корреспондент Украинской Академии Архитектуры Александр Рапопорт, проживающий в Торонто считает, что автор создал «уникальный, успешный и гигантский труд… памятник одному из самых одарённых коллег в Украине, Человеку, в котором сочетались дар творческой личности, Учителя и рафинированного интеллигента и в жизни, и в профессии. Монография содержит огромный познавательный материал — собственно он существенная часть истории и развития архитектурной практики в Украине и не только».

#### Россия
Профессор архитектуры Евгений Асс следующим образом отозвался о книге: «С любовью собран огромный архивный материал, проделана большая работа по его систематизации, подготовлена отличная биографическая книга, благодаря которой в обиход возвращается имя и творчество замечательного мастера». Академик Российской академии архитектуры и строительных наук и Украинской академии архитектуры Юрий Бочаров и архитектор Сергей Мержанов на страницах рецензии повествуют, что в связи с тем что автор книги был вхож в семью он смог включить в книгу много той информации, которая до этого была известна только узкому кругу родственников и ближайших друзей зодчего, что позволило изданию приобрести особый оттенок. Они также отмечают ценность того, что редактором книги выступила дочь Иосифа Юльевича — кандидат архитектуры Ирма Иосифовна Каракис.
Доктор архитектуры, доктор исторических наук, профессор Марк Меерович отмечает, что повествование о довольно непростом пути Иосифа Каракиса Олег Юнаков «ведёт предельно осторожно по отношению к исторической правде, вдумчиво и трепетно в отношении фактов биографии, их интерпретации и выводов».
Рецензенты отмечают, что автор опубликовал много достойных публикации материалов и объединил две разные темы деятельность архитектора и описание его жизни как гражданина, семьянина и учителя. Ю. Бочаров и С. Мержанов выражают мнение, что такая концепция вызывает безусловный интерес, но одновременно упоминают, что из-за большого количества материалов порой не просто найти подходящую иллюстрацию к текстовому разделу. Некоторые документы, по мнению критиков, желательно предоставить в большем масштабе. Они упоминают, что «широко представленные в книге архивные материалы позволяют рассматривать её не только как страницу истории архитектуры советской Украины, но и как ценнейшее свидетельство эпохи в целом, во всех своих проявлениях». Критики считают, что книга будет интересна читателям не только разных возрастов и профессий, но и разных политических взглядов.